# ステップ&ジャンプ
『ステップ&ジャンプ』は、NHK教育テレビジョンで1990年4月4日から1997年3月25日まで放送されていた中学校・高等学校向けの教育番組。

## 概要
1993年度までは中学生向けの「ステップ」、高校生向けの「ジャンプ」で構成されていた。

## 番組一覧
| 教科 | 教科      | 番組名                            | 期間                  | 放送時間 | 放送時間    | 出演者               |
| ---- | --------- | --------------------------------- | --------------------- | -------- | ----------- | -------------------- |
| 英語 | 英語      | ステップ英語                      | 1990年4月 — 1991年3月 | 月 — 木  | 12:00-12:05 | テッド・グレゴリー   |
| 英語 | 英語      | ジャンプ英語                      | 1990年4月 — 1991年3月 | 月 — 木  | 12:20-12:25 | テッド・グレゴリー   |
| 英語 | 英語      | 英語でトライ!                     | 1991年4月 — 1992年3月 | 月 — 木  | 12:00-12:10 | デニス・ジェニングス |
| 理科 | 物理 化学 | ステップ理科                      | 1990年4月 — 1991年3月 | 月       | 12:05-12:20 | つるたきみこ         |
| 理科 | 物理 化学 | ステップ理科                      | 1991年4月 — 1992年3月 | 月       | 12:10-12:25 | つるたきみこ         |
| 理科 | 物理 化学 | ステップ理科                      | 1992年4月 — 1993年3月 | 月       | 12:25-12:40 | つるたきみこ         |
| 理科 | 物理 化学 | ステップ理科                      | 1993年4月 — 1994年3月 | 火       | 12:25-12:40 | つるたきみこ         |
| 理科 | 物理 化学 | ジャンプ理科                      | 1990年4月 — 1992年3月 | 月       | 12:25-12:40 | つるたきみこ         |
| 理科 | 物理 化学 | ジャンプ理科                      | 1992年4月 — 1993年3月 | 月       | 12:40-12:55 | つるたきみこ         |
| 理科 | 物理 化学 | ジャンプ理科                      | 1993年4月 — 1994年3月 | 火       | 12:40-12:55 | つるたきみこ         |
| 理科 | 物理 化学 | 自然をさぐる                      | 1994年4月 — 1997年3月 | 火       | 12:30-12:45 |                      |
| 理科 | 物理 化学 | アイディア実験室                  | 1994年4月 — 1997年3月 | 火       | 12:45-13:00 |                      |
| 理科 | 生物 地学 | ステップ理科                      | 1990年4月 — 1991年3月 | 火       | 12:05-12:20 | 畠山里美             |
| 理科 | 生物 地学 | ステップ理科                      | 1991年4月 — 1992年3月 | 火       | 12:10-12:25 | 畠山里美             |
| 理科 | 生物 地学 | ステップ理科                      | 1992年4月 — 1993年3月 | 火       | 12:25-12:40 | 畠山里美             |
| 理科 | 生物 地学 | ステップ理科                      | 1993年4月 — 1994年3月 | 水       | 12:30-12:45 | 畠山里美             |
| 理科 | 生物 地学 | ジャンプ理科                      | 1990年4月 — 1992年3月 | 火       | 12:25-12:40 | 畠山里美             |
| 理科 | 生物 地学 | ジャンプ理科                      | 1992年4月 — 1993年3月 | 火       | 12:40-12:55 | 畠山里美             |
| 理科 | 生物 地学 | ジャンプ理科                      | 1993年4月 — 1994年3月 | 水       | 12:40-12:55 | 畠山里美             |
| 理科 | 生物 地学 | 生命と地球                        | 1994年4月 — 1997年3月 | 水       | 12:30-12:45 |                      |
| 理科 | 生物 地学 | 私とサイエンス                    | 1994年4月 — 1997年3月 | 水       | 12:45-13:00 |                      |
| 社会 | 歴史      | ステップ日本史                    | 1990年4月 — 1991年3月 | 水       | 12:05-12:20 | 富山敬               |
| 社会 | 歴史      | ステップ日本史                    | 1991年4月 — 1992年3月 | 水       | 12:10-12:25 | 富山敬               |
| 社会 | 歴史      | ステップ日本史                    | 1992年4月 — 1993年3月 | 水       | 12:25-12:40 | 富山敬               |
| 社会 | 歴史      | ステップ日本史                    | 1993年4月 — 1994年3月 | 木       | 12:25-12:40 | 富山敬               |
| 社会 | 歴史      | ジャンプ日本史                    | 1990年4月 — 1992年3月 | 水       | 12:25-12:40 | 寺瀬めぐみ           |
| 社会 | 歴史      | ジャンプ日本史                    | 1992年4月 — 1993年3月 | 水       | 12:40-12:55 | 寺瀬めぐみ           |
| 社会 | 歴史      | ジャンプ日本史                    | 1993年4月 — 1994年3月 | 木       | 12:40-12:55 | 寺瀬めぐみ           |
| 社会 | 歴史      | 歴史の探究                        | 1994年4月 — 1997年3月 | 木       | 12:30-12:45 |                      |
| 社会 | 歴史      | 歴史ズームイン                    | 1994年4月 — 1997年3月 | 木       | 12:45-13:00 |                      |
| 社会 | 地理      | ステップ日本地理 ステップ世界地理 | 1990年4月 — 1991年3月 | 木       | 12:05-12:20 | 生野文治             |
| 社会 | 地理      | ステップ日本地理 ステップ世界地理 | 1991年4月 — 1992年3月 | 木       | 12:10-12:25 | 生野文治             |
| 社会 | 地理      | ステップ日本地理 ステップ世界地理 | 1992年4月 — 1994年3月 | 木       | 12:25-12:40 | 生野文治             |
| 社会 | 地理      | ジャンプ日本地理 ジャンプ世界地理 | 1990年4月 — 1992年3月 | 木       | 12:25-12:40 | 西生恵子             |
| 社会 | 地理      | ジャンプ日本地理 ジャンプ世界地理 | 1992年4月 — 1994年3月 | 木       | 12:40-12:55 | 西生恵子             |
| 社会 | 地理      | 地理を学ぶ                        | 1994年4月 — 1997年3月 | 木       | 12:30-12:45 |                      |
| 社会 | 地理      | 地図を読む                        | 1994年4月 — 1997年3月 | 木       | 12:45-13:00 |                      |